# استخر هوگو
استخر هوگو (انگلیسی: Hugo Pool) فیلم محصول آمریکا در سبک کمدی رمانتیک و به کارگردانی رابرت داونی سینیور است که در سال ۱۹۹۷ منتشر شد.

## بازیگران
- آلیسا میلانو
- مارک بون جونیور
- مالکوم مک‌داول
- شان پن
- رابرت داونی جونیور
- کتی موریارتی
- پاتریک دمپسی
- چاک باریس
- پابلو فرو
- پل هرمن
- برت رمسن
- آنا مگنوسون
- ریچارد لویس